# Jenny Haniver

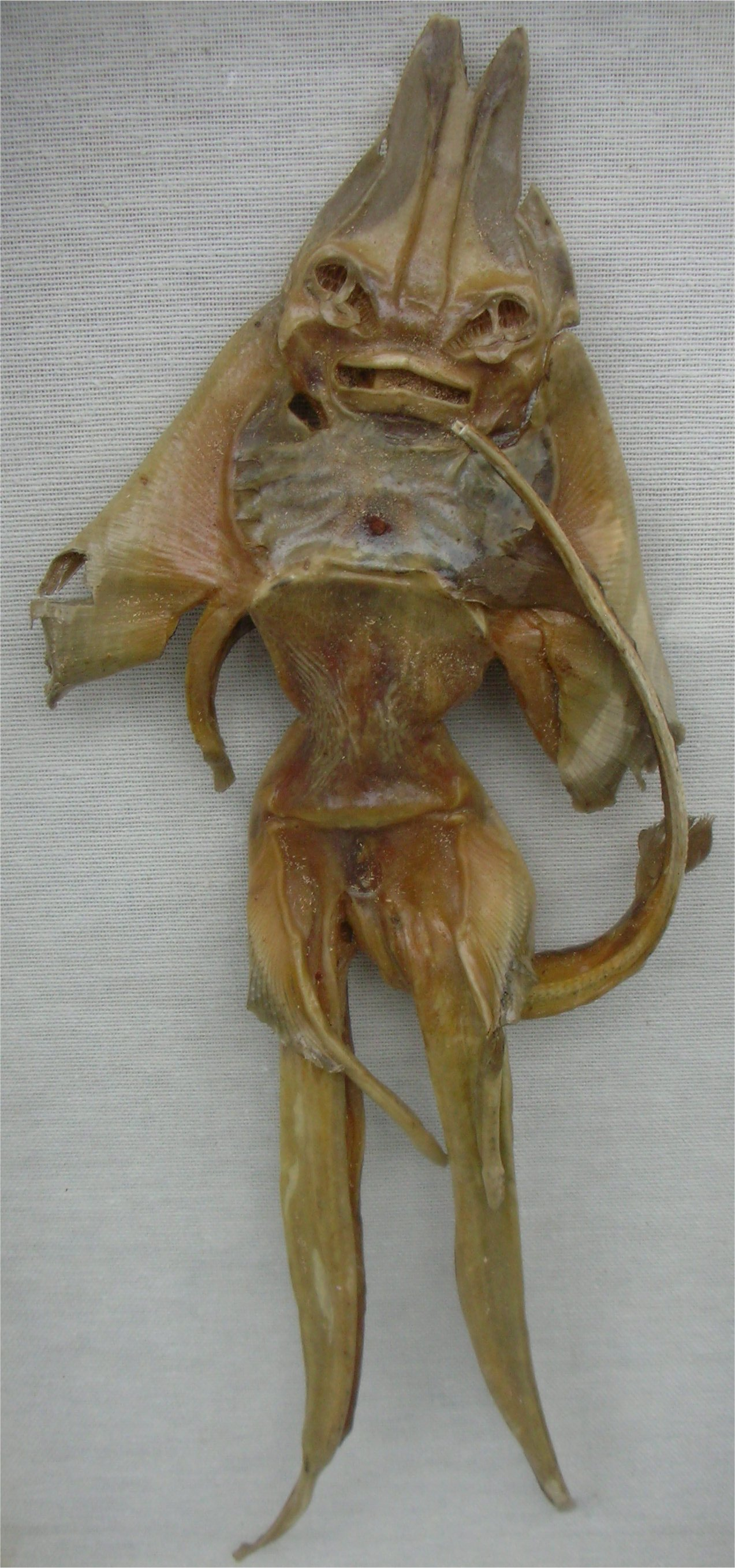
Jenny Haniver.

Jenny Haniver es el nombre con el que se conoce a los cadáveres de rayas que fueron modificados y posteriormente secados, resultando en especímenes ficticios grotescamente preservados.

## Nombre
Una propuesta sobre el origen del término era la frase francesa jeune d'Anvers ('joven [persona] de Amberes'). Marineros británicos "cockneyficaron" esta descripción en el nombre "Jenny Hanvers".  Son también ampliamente conocidos como "Jenny Hanviers".

## Historia
Por siglos, los marineros holandeses se sentaban en los muelles de Amberes y tallaban estas "sirenas" a partir de rayas disecadas. Entonces las preservaban aún más con una capa de barniz. Se beneficiaban de ello vendiéndolas como souvenir a otros marineros o a turistas en los muelles.
Las Jenny Hanivers han sido creadas para parecerse a diablos, ángeles y dragones. Algunos escritores han sugerido que el monje de mar pudo haber sido una Jenny Haniver. Las imágenes más antiguas de Jenny Hanivers aparecen en la obra de Conrad von Gesner Historia Animalium, vol. IV, de 1558. Gesner advirtió que estos eran simplemente rayas desfiguradas y no debían tomarse como dragones miniatura o monstruos, el cual era un error popular en la época.
El error más común era creer que las Jenny Hanivers eran basiliscos. Ya que los basiliscos eran supuestamente criaturas que mataban con solo una mirada, nadie podía afirmar como se veían. Por esta razón era fácil hacer pasar a las Jenny Hanivers como estas criaturas que todavía eran ampliamente temidas en el año 1500.
En Veracruz, se cree que las Jenny Hanivers tienen poderes mágicos y son empleadas por los curanderos en sus rituales. Esta tradición puede haberse originado en Japón, donde falsificaciones del ningyo similar a la sirena de Fiyi fueron producidas por taxidermistas estafadores y mantenidas en templos como ofrendas.